# Kozelec

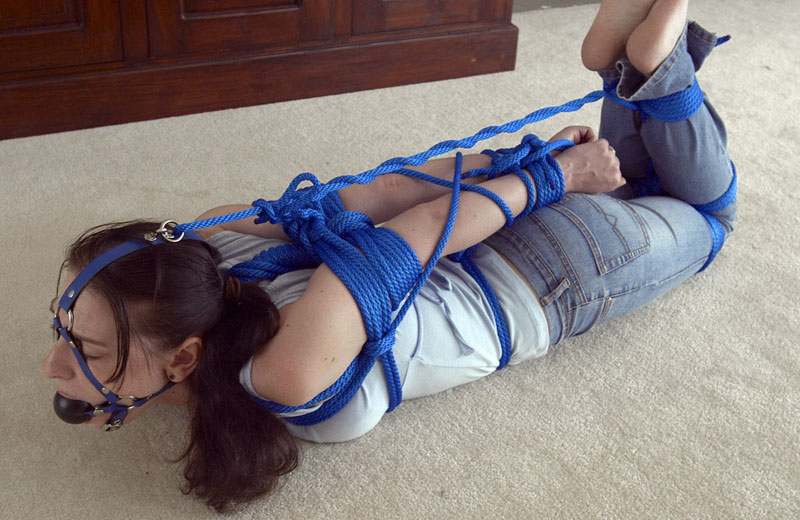
Promyšlená pozice použitá pro BDSM hogtie.

Kozelec, též hogtie čili prasečí úvaz, je metoda svazování končetin dohromady tak, že spoutaný subjekt se stane nepohyblivým a bezmocným. Metoda má původ ve spoutávání dobytka, je však mimo jiné používána při zadržování osob. Užívá se také v erotické bondáži.
Prasata a jiný dobytek svázaný do kozelce mají nohy svázané samozřejmě vpředu, neboť je nemožné jim je svázat vzadu za hřbet bez ublížení. Pokud je tímto způsobem svázán člověk, je kozelec pozice, při níž jsou ruce a nohy svázány dohromady za zády.
Obzvlášť nebezpečnou variantou kozelce používanou pro mučení a usmrcení oběti je ta, při níž má subjekt ruce svázané za zády, nohy svázané k sobě a připoutané provazem kolem krku. Spoutané nohy mají tendenci se narovnávat a vyvozují tah na smyčku kolem krku. Oběť musí držet nohy pokrčené a mít zvednutou hlavu, jinak se postupně sama škrtí, zejména s narůstající únavou, nebo pokud sebou zmítá. Tento způsob usmrcení se nazývá Italský provazový trik a byl užíván například mafií nebo českým sériovým vrahem Roubalem.
O členech hnutí Hizballáh je také známo, že své oběti při mučení spoutávají do kozelce.